# Звероловная яма

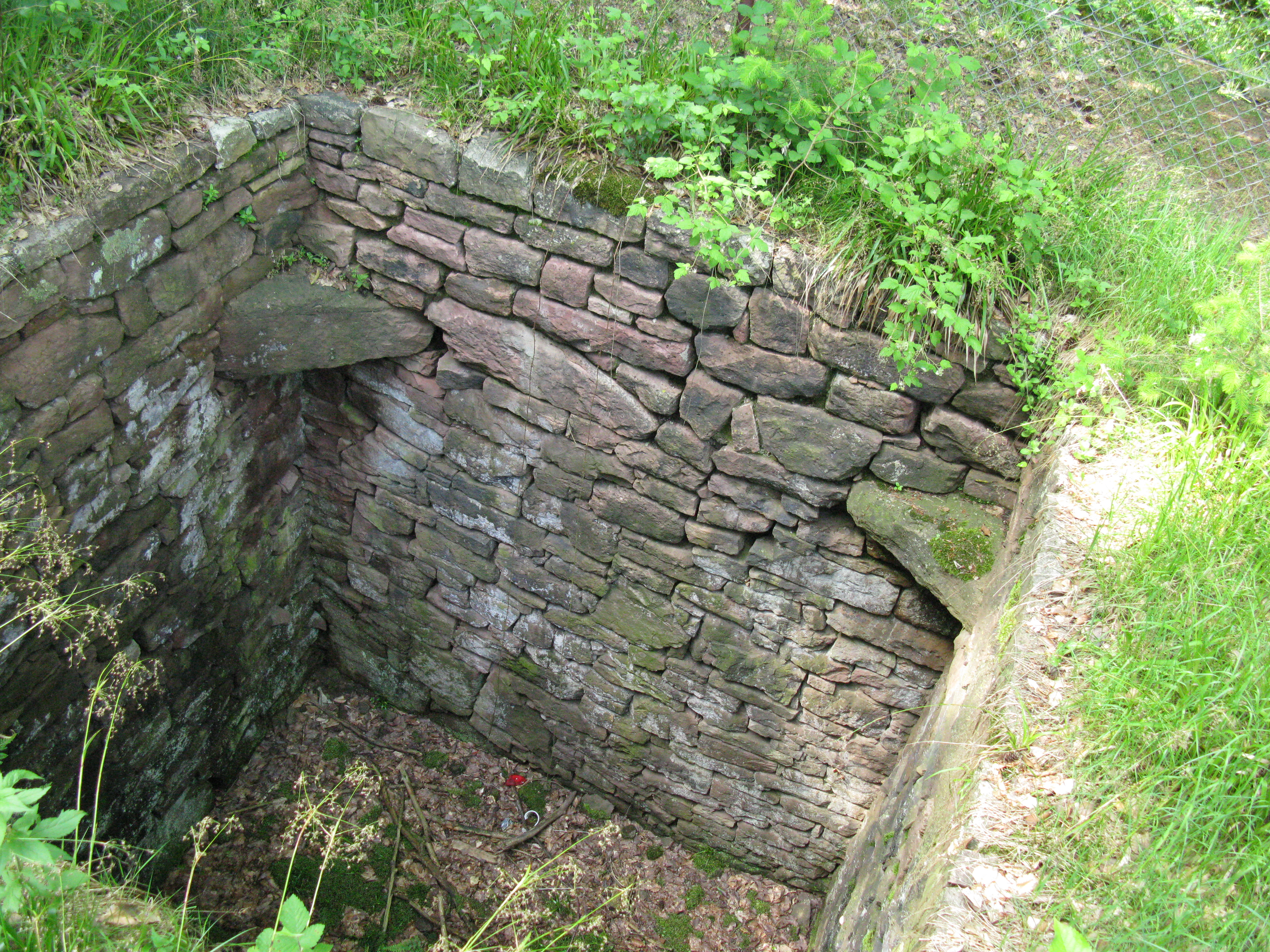
Яма для ловли волка в Германии

Звероловная (охотничья, волчья) яма — ловушка для добычи диких животных (по данным ЭСБЕ — «жвачных диких животных, а также медведей, волков, росомах, лисиц, песцов и прочих»). В частности, для ловли волков предназначена волчья яма, покрытая хворостом, с привадою на шесте.
В Российской Федерации охота с помощью ловчих ям запрещена в связи с их опасностью для людей. В Норвегии этот метод охоты был законодательно запрещён ещё в 1860 году, в Швеции — в 1864 году. Тем не менее, поскольку охота с помощью ям практиковалась с доисторических времён, в Швеции звероловные ямы представляют собой наиболее многочисленный тип археологического памятника: только к северу от реки Далаэльв известно около 30 000 таких ям.

## Археологическое значение
Охотничьи рвы для ловли зверей получили распространение на просторах Евразии с начала голоцена, особенно в неолитический период. Обычно они имели небольшую глубину и выкапывались на путях миграции стадных животных с тем, чтобы добивать тех особей, которые при попадании в ловушку ломали ноги. Данный тип археологического объекта стал активно фиксироваться лишь в конце XX века. В 2023 году появились сообщения об обнаружении средневековых охотничьих ям по берегам реки Полуй в Приуральском районе ЯНАО.

## Новейшее время
До введения в XIX—XX веках законодательных запретов звероловная яма использовалась охотниками как ловушка для добывания диких зверей (преимущественно копытных). Значительно реже ловили ямами птиц: глухари, рябчики, фазаны, турачи. Ямы вырывались продолговатой формы, по величине животного, с отвесными, забранными жердями, боками и размещались в воротах особых изгородей, а также на тропах и вообще в наиболее посещаемых животными местах. Сверху ямы покрывались жёрдочками, поверх которых насыпали дёрн, листья, мох и прочее. Ловля основана на том, что животное, не замечая закрытой ямы, проваливается в неё и не в состоянии оттуда выбраться. Иногда внутри ямы врывали заострённый кол, на который зверь, при падении, напарывался. Раны от таких кольев могут быть смертельными.
При применении волчьих ям на охоте обычно ставился условный знак (например, определённый в данной местности знак или тряпка определённого цвета) во избежание гибели людей.